# Католика Ераклеа
Като̀лика Ераклѐа (на италиански: Cattolica Eraclea; на сицилиански: Catòlica, Католика) е малко градче и община в Южна Италия, провинция Агридженто, автономен регион и остров Сицилия. Разположено е на 180 m надморска височина. Населението на общината е 3975 души (към 2010 г.).